# Janówek (gmina Mszczonów)
Janówek – wieś w Polsce położona w województwie mazowieckim, w powiecie żyrardowskim, w gminie Mszczonów.
W skład sołectwa Janówek wchodzi także wieś  Nowe Poręby.
W latach 1975–1998 miejscowość należała administracyjnie do województwa skierniewickiego.